# Werri II de Walcourt
 (août 2025).
Si vous disposez d'ouvrages ou d'articles de référence ou si vous connaissez des sites web de qualité traitant du thème abordé ici, merci de compléter l'article en donnant les références utiles à sa vérifiabilité et en les liant à la section « Notes et références ».
Werri II de Walcourt (vers 1070 - après 1152), seigneur de Walcourt, fils d'Oduin II de Walcourt.
Il assista en 1096 à la vente du château de Couvin, et en 1127 à un accord conclu entre l'archevêque de Reims et l'évêque de Liège à propos d'un fief situé dans la châtellenie de Bouillon. Il fonda en 1130 l'abbaye cistercienne de Freistroff en Lorraine, du consentement de sa femme, ses deux fils et cinq filles. 
En 1152, Wéry II de Walcourt hérite des villages de On, Thys, Forrières, Hamerenne, Aye, Marloie, Jemeppe, Hargimont, Humain et Sinsin Haute. À la suite d'une contestation sur cet héritage, Thierry III, comte de Rochefort, cède en 1317 les villages de Aye, Marloie, Jemeppe, Hargimont, Humain et Sinsin à Jean, roi de Bohême, comte de Luxembourg. 
Il épousa Adélaïde (de Freistroff ?), dont il eut sept enfants :
- Prélende de Walcourt
- Thierry de Walcourt, seigneur de Walcourt
- Remudis de Walcour
- Arnaud/Arnould de Walcourt, seigneur de Moncler. Son fils Jean de Montclair a pour fille Ermengarde qui épouse Simon de Joinville, d'où la suite des seigneurs de Montclair.
- trois autres filles